# Готтфрідінг
Готтфрідінг (нім. Gottfrieding) — громада в Німеччині, знаходиться в землі Баварія. Підпорядковується адміністративному округу Нижня Баварія. Входить до складу району Дінгольфінг-Ландау. Складова частина об'єднання громад Маммінг.
Площа — 27,07 км2. Населення становить 2125 ос. (станом на 31 грудня 2020).